# Piero Calamandrei
Piero Calamandrei (Florença, 21 de abril de 1889 — Florença, 27 de setembro de 1956) foi um jornalista, jurista, político e docente universitário italiano.

## Formação acadêmica
Formou-se em Direito na Universidade de Pisa em 1912; em 1915 foi nomeado, por concurso público, professor de Direito Processual Civil na Universidade de Messina; em 1918 foi convidado pela Universidade de Módena, em 1920 à de Siena e, em 1924, à nova Faculdade de Direito de Florença, onde deteve, até a morte, a cátedra de Direito Processual Civil.

## Período fascista
Participou na Primeira Guerra Mundial como oficial voluntário combatente do 218° regimento de infantaria; na patente de capitão e foi sucessivamente promovido até tenente-coronel. Subitamente devido ao advento do fascismo fez parte do conselho diretor da «União Nacional» fundada por Giovanni Amendola. Manifestou sempre a sua aversão à ditadura de Mussolini e durante o período fascista foi um dos poucos professores que não solicitou inscrição no Partido Nacional Fascista continuando sempre a fazer parte do movimento clandestino. Colaborou com o «Non mollare», em 1941 aderiu a «Justiça e Liberdade» e em 1942 foi co-fundador do Partido de Ação.

## Código de Processo Civil
Junto com Francesco Carnelutti e Enrico Redenti foi um dos principais inspiradores do Código de Processo Civil de 1940, onde trabalhou na formulação legislativa e no ensino fundamental da escola de Giuseppe Chiovenda. Foi impedido de continuar na carreira de professor universitário por não subscrever uma carta de submissão ao «duce» que era uma exigência na época. Nomeado Reitor da Universidade de Florença em 26 de julho de 1943, até 8 de setembro, pois foi atingido por um mandado de prisão, somente exerceu efetivamente o seu mandato em setembro 1944, com a libertação em Florença, em outubro de 1947.

## Constituinte
Presidente do Conselho nacional forense desde 1946 até sua morte. Fez parte da Consulta Nacional e da Constituinte como representante do Partido da Ação. Participou ativamente do trabalho parlamentar como integrante da Junta de eleição da comissão de Investigação e da Comissão pela Constituição. E sua intervenção no debate da assembleia teve grande ressonância: especialmente em seu discurso do seu plano geral da Constituição, seu acordo lateral, sua indissolubilidade do matrimônio, seu Poder Judiciário. No ano de 1948 foi deputado pela «Unidade socialista». No ano de 1953 toma parte da fundação do movimento de «Unidade popular» juntamente com Ferruccio Parri, Tristano Codignola e outros.

## Direito processual
Diretor do Instituto de Direito Processual comparado da Universidade de Florença, diretor com Carnelutti da «Revista de Direito Processual », com Finzi, Lessona e Paoli da revista «El Foro toscano» e com Alessandro Levi do «Comentário Sistemático da Constituição Italiana», e em abril de 1945 fundou a revista político literária «O Poente».

## Trabalhos

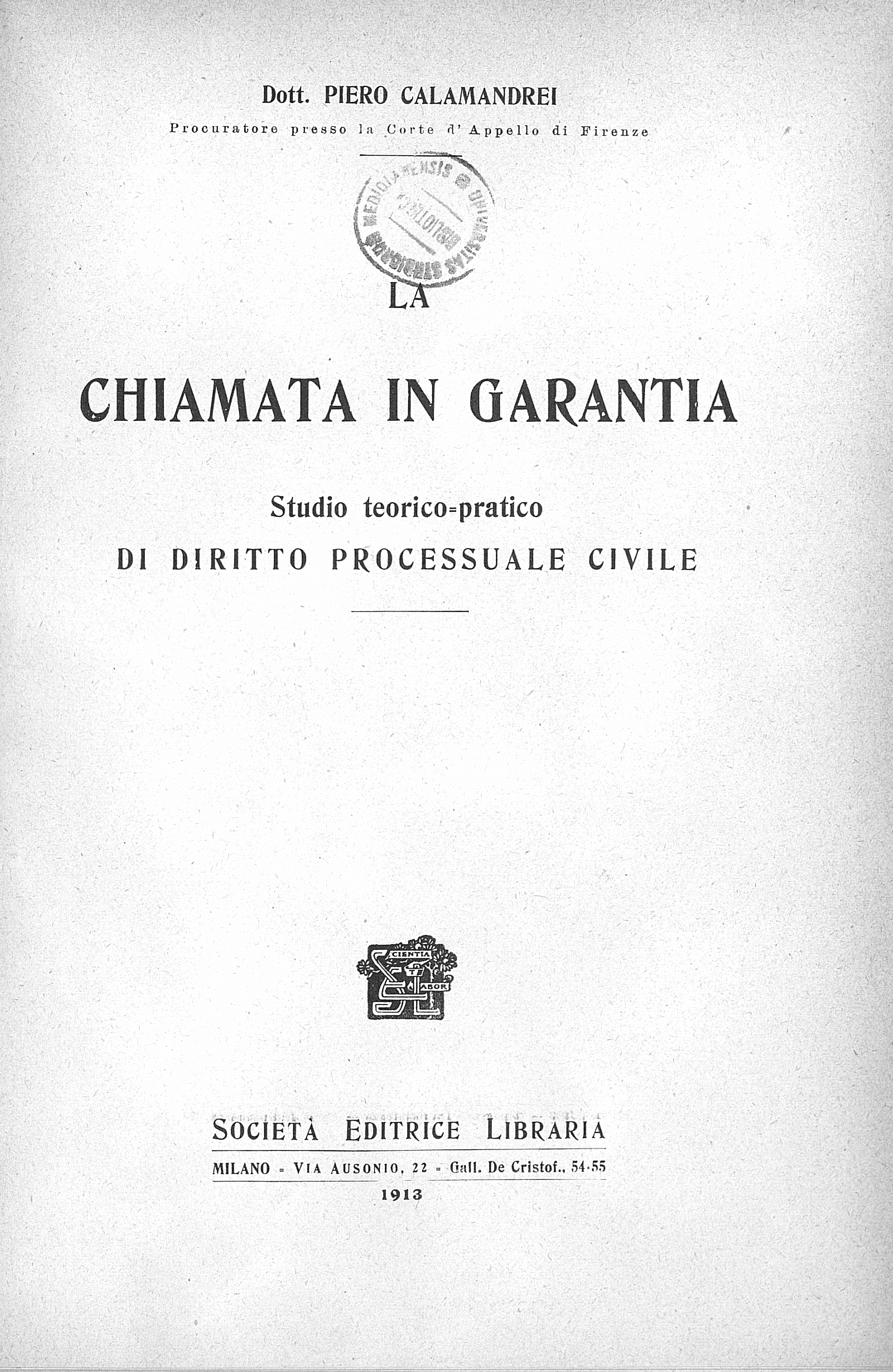
Chiamata in garantia, 191

- Chiamata in garantia, Milão, Società Edittrice Libraria, 1913.
- Troppi avvocati!, Quaderni della Voce, Firenze, 1921.
- Elogio dei giudici scritto da un avvocato, Direnze, Le Monnier, 1935. - III ed. raddoppiata, Le Monnier, 1954; introduzione di Paolo Barile, Firenze, Ponte alle Grazie, 1989.
- Delle buone relazioni fra giudici e avvocati nel nuovo processo civile. Dois diálogos, Florença, Le Monnier, 1941
- Inventario della casa di campagna, Roma, Tumminelli, 1945. [I ed. privata 1941] ; editado por G. Mazzoni Rajna, Firenze, La Nuova Italia, 1965; prefazione di Giorgio Luti, Vallecchi, 1989; editado por Christophe Carraud, Edizioni di Storia e Letteratura, 2013, ISBN 978-88-6372-489-9.
- Costruire la democrazia. Premesse alla Costituente, Edizioni U, 1946; Montepulciano (Siena), Le Balze, 2004.
- Uomini e città della Resistenza, Bari, Laterza, 1955. - editado por Sergio Luzzatto, prefácio por Carlo Azeglio Ciampi, Laterza, 2006.
- Parlare di Firenze, Firenze, La Nuova Italia, 1958.

- Opere giuridiche, editado por Mauro Cappelletti, 10 voll., Morano, Napoli
- Scritti e discorsi politici (vol.I: História de doze anos; vol.II: Discursos parlamentares e política constitucional), editado por Norberto Bobbio, La Nuova Italia, Firenze 1966
- Lettere 1915-1956, 2 voll., editado por Giorgio Agosti e Alessandro Galante Garrone, Firenze, La Nuova Italia, 1968.
- Scritti ed inediti celliniani, Firenze, La Nuova Italia, 1971.
- La burla di Primavera con altre fiabe, e prose sparse, Palermo, Sellerio, 1987.
- In difesa dell'onestà e della libertà della scuola, Palermo, Sellerio, 1994.
- Diario (1939-1945), editado por Giorgio Agosti e Alessandro Galante Garrone, Firenze, La Nuova Italia, 1982; riedizione 1997.
- La Costituzione e leggi per attuarla, Milão, Giuffré, 2000.
- Futuro postumo: testi inediti 1950, editado por Silvia Calamandrei, Montepulciano (SI), Le Balze, 2004.
- Costituzione e le leggi di Antigone, Firenze, Sansoni, 2004.
- Ada con gli occhi stellanti. Lettere 1908-1914, Palermo, Sellerio 2005.
- Zona di guerra. Lettere, scritti e discorsi (1915-1924), editado por S. Calamandrei e A. Casellato, Collana Storia e Società, Roma-Bari, Laterza, 2007.
- Una famiglia in guerra. Lettere e scritti (1939-1956), con Franco Calamandrei, editado por Alessandro Casellato, Roma-Bari, Laterza, 2008.
- Fede nel diritto, Roma-Bari, Laterza, 2008.
- Per la scuola, Palermo, Sellerio, 2008.
- Lo Stato siamo noi, prefazione di Giovanni De Luna, Milão, Chiarelettere, 2011. [coleção de discursos e escritos de 1946 al 1956]
- Chiarezza nella Costituzione, introduzione di C. A. Ciampi, Roma, Ed. di Storia e Letteratura, 2012.
- Non c'è libertà senza legalità, Roma-Bari, Laterza 2013.
- Il fascismo come regime della menzogna, Roma-Bari, Laterza, 2014.
- Il mio primo processo, Milão, Ed. Henry Beyle, 2014.
- Un incontro con Piero Della Francesca, Milão, Ed. Henry Beyle, 2015.
- Gli avvocati, Milão, Ed. Henry Beyle, 2015.
- Diario (1939-45), edição completa encontrada no manuscrito, Roma, Edizioni di Storia e Letteratura, 2015.

- Colloqui con Franco, Roma, Edizioni di Storia e Letteratura, 2016, ISBN 978-88-6372-884-2.
- Vino colorato artificialmente con sostanza vietata dalla legge, Milão, Ed. Henry Beyle, 2016.
- La politica non è una professione, Milão, Edizioni Henry Beyle, 2018.